# Fecenia ochracea
Espèce
Synonymes
- Tegenaria ochracea Doleschall, 1859
- Mezentia angustata Thorell, 1881
- Fecenia maforensis Simon, 1906
- Fecenia montana Kulczynski, 1910
- Fecenia oblonga Rainbow, 1913
- Fecenia cinerea Hogg, 1914
- Fecenia buruana Reimoser, 1936

Fecenia ochracea est une espèce d'araignées aranéomorphes de la famille des Psechridae.

## Distribution
Cette espèce se rencontre, :
- aux Philippines à Luçon ;
- en Malaisie orientale ;
- à Singapour ;
- en Indonésie à Sumatra, au Kalimantan, à Java, aux Moluques et en Nouvelle-Guinée occidentale ;
- en Papouasie-Nouvelle-Guinée en Nouvelle-Guinée orientale, en Nouvelle-Irlande et en Nouvelle-Bretagne ;
- aux Salomon en Nouvelle-Géorgie ;
- en Australie dans le Nord du Queensland.

## Description
La carapace des mâles mesurent de 4,2 à 4,7 mm de long sur de 2,8 à 3,4 mm de large, l'abdomen de 4,8 à 7,1 mm de long sur de 2,0 à 3,3 mm de large. La carapace des femelles mesurent de 3,2 à 6,9 mm de long sur de 2,2 à 4,3 mm de large, l'abdomen de 4,5 à 9,3 mm de long sur de 2,2 à 5,2 mm de large.

## Publication originale
- Doleschall, 1859 : Tweede Bijdrage tot de Kenntis der Arachniden van den Indischen Archipel. Acta Societatis Scientiarum Indo-Neerlandicae, vol. 5, p. 1-60 (texte intégral).